# Thọ Điền
Thọ Điền là một xã thuộc huyện Vũ Quang, tỉnh Hà Tĩnh, Việt Nam.
Tên của xã được ghép từ tên của hai xã cũ là Hương Điền và Sơn Thọ.

## Địa lý
Xã Thọ Điền nằm ở phía tây huyện Vũ Quang, có vị trí địa lý:
- Phía đông giáp thị trấn Vũ Quang và xã Đức Lĩnh
- Phía tây và phía bắc giáp huyện Hương Sơn
- Phía nam giáp xã Quang Thọ và Lào.

Xã Thọ Điền có diện tích 198,29 km², dân số năm 2018 là 3.279 người, mật độ dân số đạt 17 người/km².

## Lịch sử
Địa bàn xã Thọ Điền hiện nay trước đây là hai xã Hương Điền, Sơn Thọ và một phần xã Vũ Quang thuộc huyện Vũ Quang.
Trước năm 2000, xã Sơn Thọ thuộc huyện Hương Sơn, còn các xã Hương Điền và Vũ Quang thuộc huyện Hương Khê.
Ngày 4 tháng 8 năm 2000, Chính phủ ban hành Nghị định số 27/2000/NĐ-CP. Theo đó, các xã Hương Điền, Sơn Thọ và Vũ Quang chuyển sang trực thuộc huyện Vũ Quang mới thành lập.
Ngày 3 tháng 10 năm 2003, Chính phủ ban hành Nghị định số 112/2003/NĐ-CP. Theo đó, đổi tên xã Vũ Quang thành xã Hương Quang.
Đến năm 2018, xã Hương Điền có diện tích 30,64 km², dân số là 369 người; xã Hương Quang có diện tích 325,78 km², dân số là 594 người; xã Sơn Thọ có diện tích 45,91 km², dân số là 2.910 người.
Ngày 21 tháng 11 năm 2019, Ủy ban Thường vụ Quốc hội ban hành Nghị quyết số 819/NQ-UBTVQH14 về việc sắp xếp các đơn vị hành chính cấp xã thuộc tỉnh Hà Tĩnh (nghị quyết có hiệu lực từ ngày 1 tháng 1 năm 2020). Theo đó:
- Điều chỉnh 121,74 km² diện tích tự nhiên của xã Hương Quang về xã Hương Điền. Sau khi điều chỉnh, xã Hương Điền có diện tích 152,38 km², dân số là 369 người.
- Thành lập xã Thọ Điền trên cơ sở sáp nhập toàn bộ diện tích và dân số của hai xã Hương Điền và Sơn Thọ.

Sau khi thành lập, xã Thọ Điền có diện tích 198,29 km², dân số là 3.279 người.
Ngày 18 tháng 7 năm 2024, HĐND tỉnh Hà Tĩnh ban hành Nghị quyết số 188/NQ-HĐND về việc:
- Thành lập thôn Ngân Kiều trên cơ sở thôn Ngân Móc và Thôn Kiều.
- Thành lập thôn Đăng Thị trên cơ sở Thôn Đãng và thôn Hoa Thị.